# All I Need (album Sylvester)
All I Need è un album del cantante statunitense Sylvester, pubblicato nel dicembre 1982 dall'etichetta discografica Megatone Records.
L'album è prodotto da James Wirrick, che è l'autore completo di tre brani e che ne firma altrettanti insieme a Jeff Mehl. La canzone Do Ya Wanna Funk, uscita come singolo alcuni mesi prima, è invece frutto della collaborazione tra Patrick Cowley (nel frattempo deceduto) e Sylvester.

## Tracce

### Lato A
1. All I Need – 4:27
2. Be with You – 6:38
3. Do Ya Wanna Funk – 3:31
4. Hard Up – 4:39

### Lato B
1. Don't Stop – 6:51
2. Tell Me – 4:49
3. Won't You Let Me Love You – 6:46